# Chris Dickinson
Chris Dickinson (nacido el 11 de agosto de 1987) es un luchador profesional estadounidense. Es conocido por su trabajo en Game Changer Wrestling, Evolve Wrestling, Jersey All Pro Wrestling y Beyond Wrestling. También ha trabajado para varias promociones en todo el mundo, incluyendo en Lucha Libre AAA Worldwide en México, Pro Wrestling ZERO1 en Japón, Preston City Wrestling en Inglaterra, International Wrestling Syndicate en Canadá y las empresas estadounidenses Combat Zone Wrestling y Chikara. 
Entre sus logros Dickinson ha sido una vez Campeón Mundial en Parejas de ROH junto con Homicide.

## Carrera

### Primeros años (2002-2004)
Inicialmente un luchador de patio trasero, entrenando a fines de 2001, Dickinson comenzó su carrera de lucha libre en 2002 cuando tenía 15 años, luchando en el área de Nueva Jersey bajo el nombre de Paco Loco.

### Circuito independiente (2008-presente)
Después de una pausa en la lucha libre profesional, Dickinson, ahora anunciado como Chris Dickinson hizo su regreso al ring en 2008 para Jersey All Pro Wrestling, donde fue derrotado por Earl Cooter y Amy Lee. En 2009, Dickinson hizo su debut para Beyond Wrestling después de que su compañero y amigo de Jersey All Pro, Corvis Fear, se lo contara. En el show de debut de Beyond, Dickinson fue derrotado por Eric Alverado en el primer combate de Beyond Wrestling. En el cuarto combate de Dickinson para Beyond, luchó contra el futuro compañero de Doom Patrol, Jaka (entonces conocido como Jonny Mangue).
En 2015, Dickinson hizo su debut con Ring of Honor, donde perdió ante Michael Elgin.

### Evolve Wrestling (2010, 2015-2018)
Dickinson hizo su debut en Evolve Wrestling en Evolve 1 en 2010, donde fue derrotado por Johnny Gargano. Dickinson regresó a Evolve en 2015 en Evolve 49, donde estaba programado para enfrentar a Willie Mack, pero debido a problemas de viaje, el combate se cambió a Dickinson vs. Tracy Williams, donde Dickinson obtuvo la victoria por sumisión. Después del partido, Matt Riddle persiguió a Dickinson. La noche siguiente en Evolve 50, Dickinson fue derrotado por Matt Riddle.

### Jersey Championship Wrestling/Game Changer Wrestling (2014-2016, 2018-presente)
En 2014, Dickinson hizo su debut en Game Changer Wrestling (entonces Jersey Championship Wrestling) como parte del equipo de Jersey J-Cup. Después del cambio de nombre de Jersey Championship Wrestling, Dickinson luchó en el segundo evento celebrado bajo el nombre de Game Changer Wrestling a finales de 2015 y fue derrotado por Joey Janela.
Dickinson hizo su debut en la lucha libre profesional en Japón con GCW en febrero de 2020 en Shin-Kiba 1st Ring contra Yuji Okabayashi. La noche siguiente en GCW Ready to Die, Dickinson se asoció con KTB contra Okabayashi y Shigehiro Irie.

### WWE (2018)
Como parte de la asociación entre la WWE y Evolve Wrestling, Dickinson y Jaka hicieron su debut en la WWE en WrestleMania 34 Axxess, donde defendieron con éxito sus Campeonatos en Parejas de Evolve contra Oney Lorcan y Danny Burch.

### Lucha Libre AAA Worldwide (2019-2020)
Dickinson hizo su debut el 15 de septiembre de 2019 en la empresa mexicana Lucha Libre AAA Worldwide para el evento Lucha Invades NY de AAA en el que Dickinson se asoció con Mini-Estrella Mascarita Dorada contra Dave The Clown y la mini-estrella Demus. Más adelante en el año, Dickinson luchó por un evento conjunto AAA y Promociones EMW en equipo con Black Boy y Tiago.

### New Japan Pro Wrestling (2021)
En enero de 2021, Dickinson hizo su debut en la New Japan Pro Wrestling como parte del programa NJPW Strong como parte del Team Filthy de Tom Lawlor reemplazando a Rust Taylor, quien había firmado con WWE.

## Vida personal
Dickinson se convirtió en un fanático de la lucha libre profesional a una edad temprana, admirando a los luchadores de la WWF como Hulk Hogan, Ultimate Warrior, Roddy Piper y otros. Cuando era un adolescente, Dickinson se convirtió en un gran admirador de Sabu y Rob Van Dam de Extreme Championship Wrestling, además de enamorarse de All Japan Pro Wrestling y equipos como The Road Warriors y The British Bulldogs en los que también acredita como una influencia en su estilo del ring.

## Campeonatos y logros
- Absolute Intense Wrestling
  - AIW Intense Champion (1 vez)[16]

- Allied Independent Wrestling Federations
  - AIWF World Tag Team Champion (2 veces) - with Corey Duncom[17]

- Beyond Wrestling
  - One Night Tournament (2009)[18]

- Evolve Wrestling
  - Evolve Tag Team Championship (2 veces) - con Jaka

- Inter Species Wrestling
  - Inter Species Champion (1 time)[19]
  - ISW Undisputed King Of Crazy Champion (1 time)[20]

- International Wrestling Syndicate
  - IWS Canadian Champion (1 vez)[21]

- Jersey All Pro Wrestling
  - JAPW Tag Team Champion (1 vez)[22][23] - con Sami Callihan

- Jersey Championship Wrestling / Game Changer Wrestling
  - Acid Cup 2 (2020)[24][25]
  - J ersey J-Cup winner (2014)[26]

- Ring of Honor
  - ROH World Tag Team Championship (1 vez) – con Homicide